# 노정현
노정현(盧正炫, 1978년 1월 28일 ~ )은 대한민국의 정치인이다. 제6·7대 부산광역시 연제구의회 의원이었다.

## 학력
- 동명국민학교 졸업
- 연산중학교 졸업
- 양정고등학교 졸업
- 부산대학교 상과대학 경영학부 졸업

## 경력
- 토곡동 은빛노인학교 교장
- 토현초등학교 운영위원장
- 사회복지사 1급
- 토곡동 좋은아빠모임 부회장
- 2010.07 ~ 2014.06 제6대 부산광역시 연제구의회 의원
- 2010.07 ~ 2012.07 제6대 부산광역시 연제구의회 전반기 기획행정위원회 간사
- 2012.07 ~ 2014.06 제6대 부산광역시 연제구의회 후반기 기획행정위원회 위원장
- 2012.07 ~ 2014.06 제6대 부산광역시 연제구의회 후반기 의회운영위원회 위원
- 2014.07 ~ 2018.06 제7대 부산광역시 연제구의회 의원
- 2014.07 ~ 2016.07 제7대 부산광역시 연제구의회 전반기 사회도시위원회 위원
- 2016.07 ~ 2018.06 제7대 부산광역시 연제구의회 후반기 사회도시위원회 위원장
- 2016.07 ~ 2018.06 제7대 부산광역시 연제구의회 후반기 의회운영위원회 위원
- 2017.06 ~ 2020.06 민중당
- 2020.06 ~ 진보당 부산광역시당위원장

## 전과
- 1997.01.29 특수공무집행방해·특수공무집행방해치상·일반교통방해·폭력행위등 처벌에관한법률위반·집회및시위에관한법률위반·화명병사용등의 처벌에관한법률위반 (징역 1년 / 집행유예 2년)
- 2002.11.26 일반교통방해·폭력행위등 처벌에관한법률위반·국가보안법위반(찬양일반·고무등)·집회및시위에관한법률위반 (징역 1년 6월 / 집행유예 2년)
- 2014.08.21 일반교통방해 (벌금 2,500,000원)

## 역대 선거 결과
|  | 15.27% |

|  | 35.99% |

|  | 21.07% |

|  | 22.74% |

|  | 0.85% |

|  | 22.97% |

|  | 45.58% |

## 참고 자료
- 공식 블로그
- 노정현 - 페이스북